# Schnakenbek
Schnakenbek település Németországban, Schleswig-Holstein tartományban. Lakosainak száma 881 fő (2023. december 31.).

## Népesség
A település népességének változása:
| Lakosok száma | 702  | 841  | 863  | 904  | 888  | 881  |
|               | 1975 | 2017 | 2019 | 2021 | 2022 | 2023 |